# Aspalathus arida
Aspalathus arida är en ärtväxtart som beskrevs av Ernst Meyer. Aspalathus arida ingår i släktet Aspalathus och familjen ärtväxter.

## Underarter
Arten delas in i följande underarter:
- A. a. arida
- A. a. erecta
- A. a. procumbens